# Giải SAG cho nữ diễn viên phụ xuất sắc nhất
Giải của Nghiệp đoàn diễn viên màn ảnh cho nữ diễn viên đóng vai phụ xuất sắc (tiếng Anh: Screen Actors Guild Award for Outstanding Performance by a Female Actor in a Supporting Role) là một giải của Nghiệp đoàn diễn viên màn ảnh Hoa Kỳ dành cho nữ diễn viên đóng vai phụ trong một phim, được bầu chọn là xuất sắc nhất.
Ghi chú: 
- "†" chỉ người đoạt giải Oscar cho nữ diễn viên phụ xuất sắc nhất.

## So sánh tuyệt đối
| So sánh tuyệt đối                                 | Nữ diễn viên đóng vai chính xuất sắc        | Nữ diễn viên đóng vai chính xuất sắc | Nữ diễn viên đóng vai phụ xuất sắc               | Nữ diễn viên đóng vai phụ xuất sắc | Toàn bộ                                    | Toàn bộ |
| ------------------------------------------------- | ------------------------------------------- | ------------------------------------ | ------------------------------------------------ | ---------------------------------- | ------------------------------------------ | ------- |
| Người đoạt nhiều giải nhất                        | —                                           |                                      | Kate Winslet                                     | 2                                  | Helen Mirren, Renée Zellweger              | 3       |
| Người được đề cử nhiều nhất                       | Meryl Streep                                | 6                                    | Cate Blanchett                                   | 4                                  | Judi Dench, Kate Winslet                   | 7       |
| Người được đề cử nhiều nhất nhưng không đoạt giải | Kate Winslet                                | 4                                    | Catherine Keener, Julianne Moore                 | 3                                  | Julianne Moore                             | 5       |
| Phim được đề cử nhiều nhất                        | —                                           |                                      | Chicago,Doubt, Almost Famous,Babel, Forrest Gump | 2                                  | Chicago,Doubt                              | 5       |
| Người cao tuổi nhất đoạt giải                     | Julie Christie (Away from Her, 2008)        | 66                                   | Gloria Stuart (Titanic, 1998)                    | 87                                 | Gloria Stuart (Titanic, 1998)              | 87      |
| Người cao tuổi nhất được đề cử                    | Judi Dench (Notes on a Scandal, 2007)       | 72                                   | Gloria Stuart (Titanic, 1998)                    | 87                                 | Gloria Stuart (Titanic, 1998)              | 87      |
| Người trẻ nhất đoạt giải                          | Gwyneth Paltrow (Shakespeare in Love, 1999) | 26                                   | Kate Winslet (Sense and Sensibility, 1996)       | 20                                 | Kate Winslet (Sense and Sensibility, 1996) | 20      |
| Người trẻ nhất được đề cử                         | Evan Rachel Wood (thirteen, 2004)           | 16                                   | Dakota Fanning (I Am Sam, 2002)                  | 8                                  | Dakota Fanning (I Am Sam, 2002)            | 8       |

## Người đoạt giải và người được đề cử

### Thập niên 1990
| Năm        | Diễn viên          | Phim                     | Vai diễn          |
| ---------- | ------------------ | ------------------------ | ----------------- |
| 1994 (1st) | Dianne Wiest †     | Bullets Over Broadway    | Helen Sinclair    |
| 1994 (1st) | Jamie Lee Curtis   | True Lies                | Helen Tasker      |
| 1994 (1st) | Sally Field        | Forrest Gump             | Mrs. Gump         |
| 1994 (1st) | Uma Thurman ‡      | Pulp Fiction             | Mia Wallace       |
| 1994 (1st) | Robin Wright       | Forrest Gump             | Jenny Curran      |
| 1995 (2nd) | Kate Winslet ‡     | Sense and Sensibility    | Marianne Dashwood |
| 1995 (2nd) | Stockard Channing  | Smoke                    | Ruby McNutt       |
| 1995 (2nd) | Anjelica Huston    | The Crossing Guard       | Mary Tyler        |
| 1995 (2nd) | Mira Sorvino †     | Mighty Aphrodite         | Linda Ash         |
| 1995 (2nd) | Mare Winningham ‡  | Georgia                  | Georgia Flood     |
| 1996 (3rd) | Lauren Bacall ‡    | The Mirror Has Two Faces | Hannah Morgan     |
| 1996 (3rd) | Juliette Binoche † | The English Patient      | Hana Henrikson    |
| 1996 (3rd) | Marisa Tomei       | Unhook the Stars         | Monica Warren     |
| 1996 (3rd) | Gwen Verdon        | Marvin's Room            | Ruth Abanathy     |
| 1996 (3rd) | Renée Zellweger    | Jerry Maguire            | Dorothy Boyd      |
| 1997 (4th) | Kim Basinger †     | L.A. Confidential        | Lynn Bracken      |
| 1997 (4th) | Gloria Stuart ‡    | Titanic                  | Rose Calvert      |
| 1997 (4th) | Minnie Driver ‡    | Good Will Hunting        | Skylar Jackson    |
| 1997 (4th) | Alison Elliott     | The Wings of the Dove    | Millie Theale     |
| 1997 (4th) | Julianne Moore ‡   | Boogie Nights            | Amber Waves       |
| 1998 (5th) | Kathy Bates ‡      | Primary Colors           | Libby Holden      |
| 1998 (5th) | Brenda Blethyn ‡   | Little Voice             | Mari Hoff         |
| 1998 (5th) | Judi Dench †       | Shakespeare in Love      | Queen Elizabeth I |
| 1998 (5th) | Rachel Griffiths ‡ | Hilary and Jackie        | Hilary du Pré     |
| 1998 (5th) | Lynn Redgrave ‡    | Gods and Monsters        | Hanna Hiller      |
| 1999 (6th) | Angelina Jolie †   | Girl, Interrupted        | Lisa Rowe         |
| 1999 (6th) | Cameron Diaz       | Being John Malkovich     | Lotte Schwartz    |
| 1999 (6th) | Catherine Keener ‡ | Being John Malkovich     | Maxine Lund       |
| 1999 (6th) | Julianne Moore     | Magnolia                 | Linda Partridge   |
| 1999 (6th) | Chloë Sevigny ‡    | Boys Don't Cry           | Lana Tisdel       |

### Thập niên 2000
| Năm         | Diễn viên              | Phim                                | Vai diễn                  |
| ----------- | ---------------------- | ----------------------------------- | ------------------------- |
| 2000 (7th)  | Judi Dench ‡           | Chocolat                            | Armande Voizin            |
| 2000 (7th)  | Kate Hudson ‡          | Almost Famous                       | Penny Lane                |
| 2000 (7th)  | Frances McDormand ‡    | Almost Famous                       | Elaine Miller             |
| 2000 (7th)  | Julie Walters ‡        | Billy Elliot                        | Mrs. Wilkinson            |
| 2000 (7th)  | Kate Winslet           | Quills                              | Madeleine "Maddy" LeClerc |
| 2001 (8th)  | Helen Mirren ‡         | Gosford Park                        | Mrs. Wilson               |
| 2001 (8th)  | Cate Blanchett         | Bandits                             | Kate Wheeler              |
| 2001 (8th)  | Judi Dench             | The Shipping News                   | Agnis Hamm                |
| 2001 (8th)  | Cameron Diaz           | Vanilla Sky                         | Julie Gianni              |
| 2001 (8th)  | Dakota Fanning         | I Am Sam                            | Lucy Dawson               |
| 2002 (9th)  | Catherine Zeta-Jones † | Chicago                             | Velma Kelly               |
| 2002 (9th)  | Kathy Bates ‡          | About Schmidt                       | Roberta Hertzel           |
| 2002 (9th)  | Julianne Moore ‡       | The Hours                           | Laura Brown               |
| 2002 (9th)  | Michelle Pfeiffer      | White Oleander                      | Ingrid Magnussen          |
| 2002 (9th)  | Queen Latifah ‡        | Chicago                             | Matron Mama Morton        |
| 2003 (10th) | Renée Zellweger †      | Cold Mountain                       | Ruby Thewes               |
| 2003 (10th) | Maria Bello            | The Cooler                          | Natalie Belisario         |
| 2003 (10th) | Keisha Castle-Hughes   | Whale Rider                         | Paike Apirana             |
| 2003 (10th) | Patricia Clarkson ‡    | Pieces of April                     | Joy Burns                 |
| 2003 (10th) | Holly Hunter ‡         | Thirteen                            | Melanie Freeland          |
| 2004 (11th) | Cate Blanchett †       | The Aviator                         | Katharine Hepburn         |
| 2004 (11th) | Cloris Leachman        | Spanglish                           | Evelyn Wright             |
| 2004 (11th) | Laura Linney ‡         | Kinsey                              | Clara McMillen            |
| 2004 (11th) | Virginia Madsen ‡      | Sideways                            | Maya Randall              |
| 2004 (11th) | Sophie Okonedo ‡       | Hotel Rwanda                        | Tatiana Rusesabagina      |
| 2005 (12th) | Rachel Weisz †         | The Constant Gardener               | Tessa Quayle              |
| 2005 (12th) | Amy Adams ‡            | Junebug                             | Ashley Johnsten           |
| 2005 (12th) | Catherine Keener ‡     | Capote                              | Nelle Harper Lee          |
| 2005 (12th) | Frances McDormand ‡    | North Country                       | Glory Dodge               |
| 2005 (12th) | Michelle Williams ‡    | Brokeback Mountain                  | Alma Beers Del Mar        |
| 2006 (13th) | Jennifer Hudson †      | Dreamgirls                          | Effie White               |
| 2006 (13th) | Adriana Barraza ‡      | Babel                               | Amelia Hernandez          |
| 2006 (13th) | Cate Blanchett ‡       | Notes on a Scandal                  | Sheba Hart                |
| 2006 (13th) | Abigail Breslin ‡      | Little Miss Sunshine                | Olive Hoover              |
| 2006 (13th) | Rinko Kikuchi ‡        | Babel                               | Chieko Tati               |
| 2007 (14th) | Ruby Dee ‡             | American Gangster                   | Mama Lucas                |
| 2007 (14th) | Cate Blanchett ‡       | I'm Not There                       | Jude Quinn                |
| 2007 (14th) | Catherine Keener       | Into the Wild                       | Jan Burres                |
| 2007 (14th) | Amy Ryan ‡             | Gone Baby Gone                      | Helene McCready           |
| 2007 (14th) | Tilda Swinton †        | Michael Clayton                     | Karen Crowder             |
| 2008 (15th) | Kate Winslet           | The Reader                          | Hanna Schmitz             |
| 2008 (15th) | Amy Adams ‡            | Doubt                               | Sister James              |
| 2008 (15th) | Penélope Cruz †        | Vicky Cristina Barcelona            | Maria Elena               |
| 2008 (15th) | Viola Davis ‡          | Doubt                               | Mrs. Miller               |
| 2008 (15th) | Taraji P. Henson ‡     | The Curious Case of Benjamin Button | Queenie Jackson           |
| 2009 (16th) | Mo'Nique †             | Precious                            | Mary Lee Johnston         |
| 2009 (16th) | Penélope Cruz ‡        | Nine                                | Carla Albanese            |
| 2009 (16th) | Vera Farmiga ‡         | Up in the Air                       | Alex Goran                |
| 2009 (16th) | Anna Kendrick ‡        | Up in the Air                       | Natalie Keener            |
| 2009 (16th) | Diane Kruger           | Inglourious Basterds                | Bridget Von Hammersmark   |

### 2010s
| Năm         | Diễn viên              | Phim                           | Vai diễn               |
| ----------- | ---------------------- | ------------------------------ | ---------------------- |
| 2010 (17th) | Melissa Leo †          | The Fighter                    | Alice Ward             |
| 2010 (17th) | Amy Adams ‡            | The Fighter                    | Charlene Fleming       |
| 2010 (17th) | Helena Bonham Carter ‡ | The King's Speech              | Queen Elizabeth        |
| 2010 (17th) | Mila Kunis             | Black Swan                     | Lily / The Black Swan  |
| 2010 (17th) | Hailee Steinfeld ‡     | True Grit                      | Mattie Ross            |
| 2011 (18th) | Octavia Spencer †      | The Help                       | Minny Jackson          |
| 2011 (18th) | Bérénice Bejo ‡        | The Artist                     | Peppy Miller           |
| 2011 (18th) | Jessica Chastain ‡     | The Help                       | Celia Foote            |
| 2011 (18th) | Melissa McCarthy ‡     | Bridesmaids                    | Megan Price            |
| 2011 (18th) | Janet McTeer ‡         | Albert Nobbs                   | Hubert Page            |
| 2012 (19th) | Anne Hathaway †        | Les Misérables                 | Fantine                |
| 2012 (19th) | Sally Field ‡          | Lincoln                        | Mary Todd Lincoln      |
| 2012 (19th) | Helen Hunt ‡           | The Sessions                   | Cheryl Cohen-Greene    |
| 2012 (19th) | Nicole Kidman          | The Paperboy                   | Charlotte Bless        |
| 2012 (19th) | Maggie Smith           | The Best Exotic Marigold Hotel | Muriel Donnelly        |
| 2013 (20th) | Lupita Nyong'o †       | 12 Years a Slave               | Patsey                 |
| 2013 (20th) | Jennifer Lawrence ‡    | American Hustle                | Rosalyn Rosenfeld      |
| 2013 (20th) | Julia Roberts ‡        | August: Osage County           | Barbara Weston-Fordham |
| 2013 (20th) | June Squibb ‡          | Nebraska                       | Kate Grant             |
| 2013 (20th) | Oprah Winfrey          | Lee Daniels' The Butler        | Gloria Gaines          |
| 2014 (21st) | Patricia Arquette †    | Boyhood                        | Olivia Evans           |
| 2014 (21st) | Keira Knightley ‡      | The Imitation Game             | Joan Clarke            |
| 2014 (21st) | Emma Stone ‡           | Birdman                        | Sam Thomson            |
| 2014 (21st) | Meryl Streep ‡         | Into the Woods                 | The Witch              |
| 2014 (21st) | Naomi Watts            | St. Vincent                    | Daka Paramova          |